# Gondwanascorpio emzantsiensis
Gondwanascorpio
Genre
Espèce
Gondwanascorpio emzantsiensis, unique représentant du genre Gondwanascorpio, est une espèce fossile de scorpions à l'appartenance familiale incertaine.

## Distribution
Cette espèce a été découverte dans la formation de Witpoort à Grahamstown en Afrique du Sud. Elle date du Dévonien plus précisément du Famennien, soit il y a environ 360 millions d'années.
Au moment de sa description en 2013, il a été considéré comme l'animal terrestre le plus ancien connu du continent Gondwana.

## Description

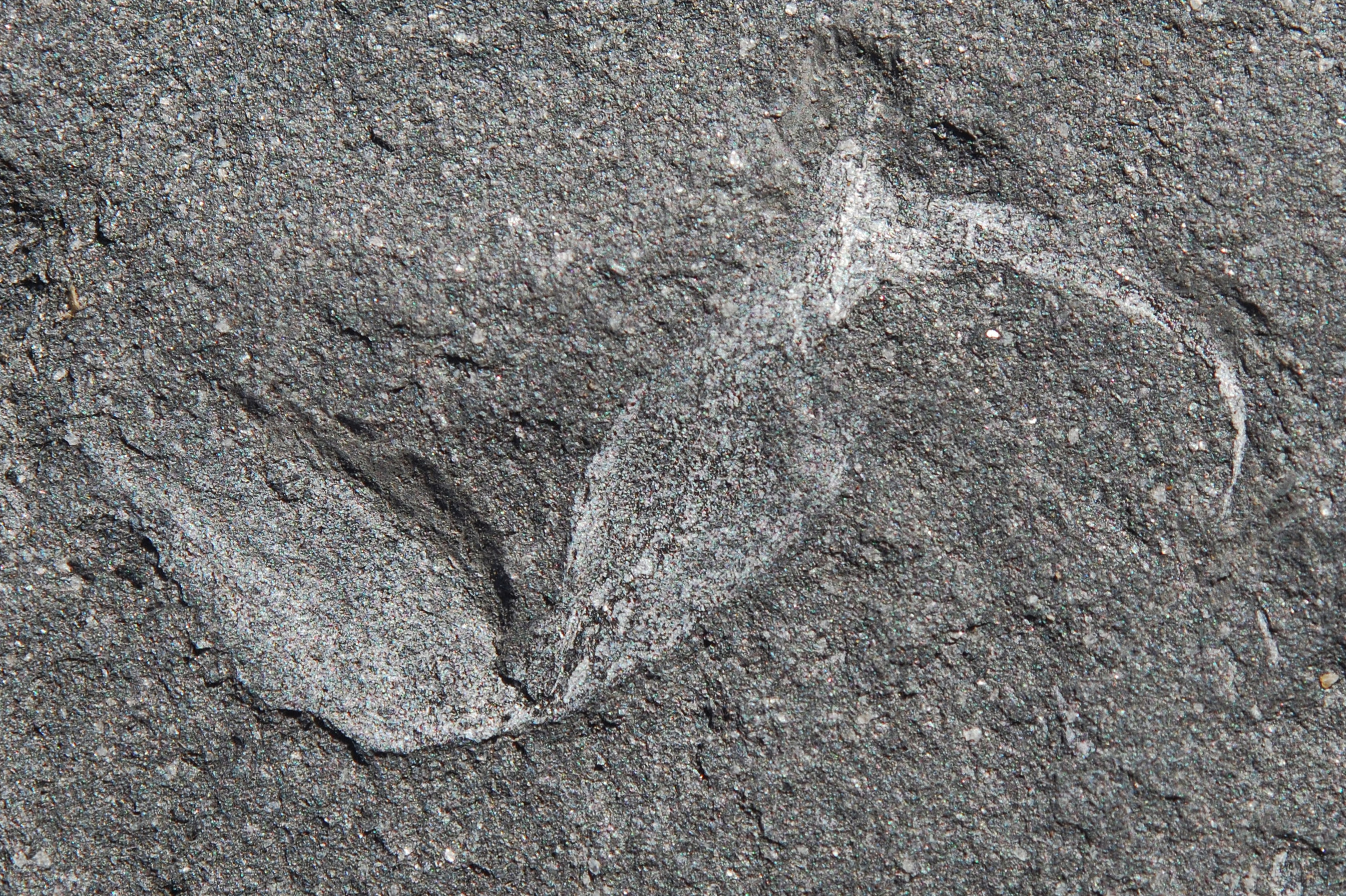
Telson de Gondwanascorpio emzantsiensis.

L'espèce est connue principalement par un pédipalpe mesurant 25 millimètres de long.

## Étymologie
Le nom du genre est composé de Gondwana et scorpio, signifie « scorpion du Gondwana ».
Son nom d'espèce, composé de emzantsi et du suffixe latin -ensis, « qui vit dans, qui habite », lui a été donné en référence au lieu de sa découverte, umZantsi, « le Sud » en xhosa, souvent utilisé pour l'Afrique du Sud.

## Publication originale
- Gess, 2013 : « The earliest record of terrestrial animals in Gondwana: A scorpion from the Famennian (Late Devonian) Witpoort Formation of South Africa. » African Invertebrates, vol. 54, no 2, p. 373-379 (texte intégral) (en).